# Episyrta protonistis
Episyrta protonistis är en fjärilsart som beskrevs av Edward Meyrick 1930. Episyrta protonistis ingår i släktet Episyrta och familjen äkta malar. Inga underarter finns listade i Catalogue of Life.